# 87-й окремий аеромобільний батальйон (Україна)
3-тя батальйонна тактична група (в/ч А2582, пп В0377) — підрозділ Десантно-штурмових військ Збройних сил України, який існував у 2013—2023 роках. Дислокувався в м.Чернівці. Входив до складу 80 ОДШБр.
В якийсь період носив назву 87-й окремий аеромобільний батальйон, але згодом був перейменований на 3-тю батальйонно-тактичну групу 80 ОДШБр.
2023 року 3-тя батальйонно-тактична група стала кістяком новосформованої 82-ї окремої десантно-штурмової бригади.

## Історія
Батальйон сформований на базі 300-го окремого механізованого полку в 2013 році, спочатку як 3-й батальйон 80-го окремого аеромобільного полку, який 25 листопада 2013 року було розгорнуто в бригаду, а його 3-й лінійний батальйон став 87 окремим.[джерело?]
Згодом 87-й окремий аеромобільний батальйон було перейменвано на 3-тю батальйонно-тактичну групу 80 ОДШБр.
У травні 2020 року повідомлялося про плани передислокувати 3-тю батальйонно тактичну групу до міста Берегове. Роботи з проєктування мало проводити Державне підприємство Міністерства оборони України «Центральний проєктний інститут».
На початку 2023 року на базі 3-ї батальйонно-тактичної групи у Чернівцях була сформована 82-га окрема десантно-штурмова бригада.

## Структура
2015 р.
- 1 аеромобільно-десантна рота
- 2 аеромобільно-десантна рота
- 3 аеромобільно-десантна рота[6]
- Артилерійський дивізіон Д-30 (18 гаубиць)[7]
  - 1 батарея
  - 2 батарея
- Розвідувальна рота[7]
- Рота вогневої підтримки[7]

## Командування
- 11.2013 — не раніше 19.02.2014 підполковник Братішко Дмитро Володимирович
- не пізніше 26.09.2014 — не раніше 20.01.2015: майор Курко Валерій
- 2015 — полковник Шворак Володимир Васильович
- 2015 — ???: полковник Кротов Сергій Юрійович

Начальник штабу
- 16.12.2014 — 12. 2015 — майор Сергій Гурін

## Втрати
- 1 березня 2022 — Анікітой Олексій Олексійович, старший солдат.[8]
- 8 січня 2023 — Костянтин Кошарний, старший лейтенант, командир взводу роти вогневої підтримки. Помер від ран отриманих 26 грудня 2022 року у боях поблизу Ямполівки Лиманського району Донецької області.[9]
- 22 серпня 2023 — Канівецький Сергій Сергійович — солдат, бойовий медик. Загинув в районі села Роботине Пологівського району Запорізької області[10]
- 24 серпня 2023 - Придеткевич Олег Іванович. Загинув біля н.п. Роботине Запорізької обл[11].
- 26 серпня 2023; солдат Гнітій Олександр Володимирович
- 31 серпня 2023 — Пасічник Ярослав.[12]
- 3 вересня 2023 — Андрій Козак, солдат, старший стрілець. Загинув у Запорізькій області.[13][14]
- 17 жовтня 2023 — Шаповал Сергій Анатолійович, солдат, механік-електрозварник відділення технічного обслуговування. Загинув в районі села Вербове Пологівського району Запорізької області.[15]
- 17 жовтня 2023 — Василь Володимирович Сова, солдат, навідник відділення. Загниув в районі населеного пункту Вербове Пологівського району Запорізької області від скиду з російського дрону.[16]
- 23 жовтня 2023 — Фирсов Олександр Ігорович, солдат, оператор. Загинув в районі села Вербове Пологівського району Запорізької області.[15]
- 2 листопада 2023 - Леонід Підько, солдат[17].
- 21 січня 2024 — Кано Олександр, солдат, навідник розвідувальної роти. Загинув в районі села Вербове Пологівського району Запорізької області від скиду БпЛА.[18]
- 25 січня 2024 - Федорчак Ігор Вікторович, 29 років. Старший солдат, сапер інженерно-саперного відділення, інженерно-саперного взводу, інженерно-саперної роти. Загинув поблизу населеного пункту Вербове Пологівського району Запорізької області[19].
- 8 серпня 2024 - Дьяконов-Гапін Олексій Віталійович, солдат. Загинув біля н.п. Журавка Сумської області[20].